# Stazione di Solopaca
La stazione di Solopaca è una stazione ferroviaria a servizio del comune di Solopaca. La stazione è ubicata sulla linea Napoli-Foggia.

## Strutture e impianti
La stazione presenta 3 binari, il primo di corretto tracciato, il secondo deviato, mentre il terzo è tronco e raccordato solo in direzione Benevento, senza banchina.